# 동일본 대지진의 철도 영향

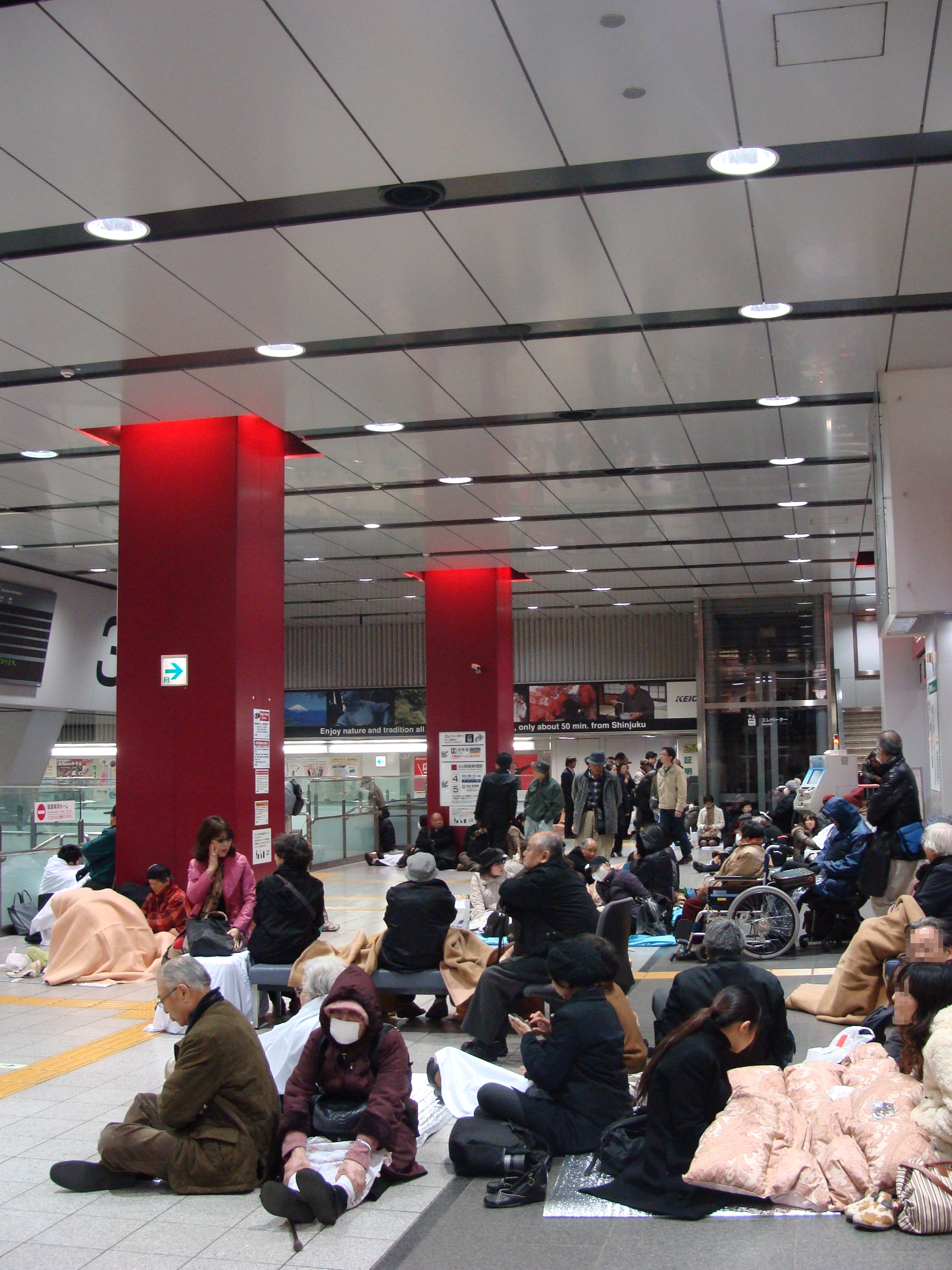

2011년 일본 도호쿠 지방 태평양 해역 지진의 철도 피해에 대해 설명한다.
철도 노선 곳곳이 지진으로 큰 타격을 받으면서 지진 직후 철도 기능이 사실상 정지되었다. 대부분의 철도 노선은 지진 며칠 후에서 2011년 4월 말까지 전부 복구되었으나 특히 피해가 매우 컸던 조반선, 야마다선, 센세키선, 이시노마키선, 산리쿠 철도 등은 장기간 열차 운행이 중단되었다. 또한 게센누마선, 오후나토선 일부 구간은 철도 복구 작업을 포기하고 간선급행버스체계(BRT)로 전환하였다.
야마다선은 피해가 극심했던 미야코역-가마이시역 구간을 동일본여객철도(JR)가 복구한 후 산리쿠 철도로 경영을 이관하였다.
도호쿠 신칸센은 센다이역 부근에서 열차가 탈선하는 사고가 발생해 2011년 9월이 되어서야 정상 시간표로 돌아갔으며 약 6개월간 복구 작업을 진행했다.
도와다 관광전철선은 도호쿠 신칸센이 신아오모리역까지 연장 운행하면서 철도사업 경영이 악화되고 있었는데 지진의 영향으로 큰 피해를 입어 2012년 폐선하였다.
일본 수도권에서는 수많은 귀가곤란자가 발생하기도 하였다.
아래는 전 노선 복구까지 1년 이상이 걸린 노선이다.
- 하치노헤선 - 2012년 3월 17일 복구
- 산리쿠 철도 미나미리아스선 - 2014년 4월 5일 복구
- 산리쿠 철도 기타리아스선 - 2014년 4월 6일 복구
- 이시노마키선 - 2015년 3월 21일 복구
- 센세키선 - 2015년 5월 30일 복구
- 야마다선 - 2019년 3월 23일 복구. 복구 구간 일부가 JR에서 산리쿠 철도로 넘어가 산리쿠 철도 리아스선으로 바뀌었다.
- 조반선 - 2020년 3월 14일 복구.

아래는 철도 노선 복구를 포기하고 BRT로 전환한 노선이다.
- 게센누마선 야나이즈역-게센누마역 구간: 2012년 12월 22일 게센누마선·오후나토선 BRT로 바뀌었다.
- 오후나토선 게센누마역-사카리역 구간: 2012년 12월 22일 위의 노선과 합쳐져 게센누마선·오후나토선 BRT로 바뀌었다.